# Nazionale maschile di pallacanestro dell'Algeria
La nazionale di pallacanestro dell'Algeria è la rappresentativa cestistica dell'Algeria ed è posta sotto l'egida della Fédération Algérienne de Basket-Ball.

## Piazzamenti

### Campionati del mondo
- 2002 - 15°

### Campionati africani
- 1965 -  3°
- 1968 - 7°
- 1980 - 4°
- 1981 - 5°
- 1983 - 6°

- 1987 - 9°
- 1989 - 6°
- 1992 - 9°
- 1993 - 5°
- 1995 - 4°

- 1999 - 6°
- 2001 -  2º
- 2003 - 7°
- 2005 - 4°
- 2013 - 12°

- 2015 - 6°

### AfroCan
- 2019 - 8°

### Giochi del Mediterraneo
- 1967 - 8°
- 1975 - 8°
- 1993 - 9°

- 2001 - 7°
- 2005 - 7°
- 2013 - 7°

## Formazioni

### Campionati del mondo
Campionato mondiale maschile di pallacanestro 20024 Boulaya, 5 Mehnaoui, 6 Belhimeur, 7 Mebarki, 8 Boudissa, 9 Doubal, 10 Haif, 11 Ouali, 12 Boughedir, 13 Benramdane, 14 Sayah, 15 Oukid,        All. Faïd Bilal

### Campionati africani
Campionato africano maschile di pallacanestro 19894 Chouiha, 5 Mehnaoui, 6 Faid, 7 Malki, 8 Barka, 9 Sellal, 10 Yahia, 11 Doguemane, 12 Bensaid, 13 Sahraoui, 14 Ghedioui, 15 Aktouf,        All. -
Campionato africano maschile di pallacanestro 19924 Sahraoui, 5 Mehnaoui, 6 Doudou, 7 Harouni, 8 Brpdji, 9 Bensaid, 10 Yahia, 12 Bellal, 13 Chiah, 14 Chouiha, 15 Boumediene,        All. -
Campionato africano maschile di pallacanestro 19934 Sahraoui, 5 Mehnaoui, 6 Rekik, 7 Zalki, 8 Faid, 9 Bensaid, 10 Yahia, 11 Ouali, 12 Chiah, 13 Benramdane, 14 Harouni, 15 Sellal,        All. -
Campionato africano maschile di pallacanestro 19954 Chouiha, 5 Mehnaoui, 6 Khabez, 7 Chiah, 8 Harouni, 9 Bensaid, 10 Yahia, 11 Doghmane, 12 Boukhalfi, 13 Benramdane, 14 Sahraoui, 15 Ouali,        All. -
Campionato africano maschile di pallacanestro 19994 Ait Kali, 5 Amane, 6 Benhoucine, 7 Kessi, 8 Harouni, 9 Rebahi, 10 Brahimi, 11 Boukhalfi, 12 Oukid, 13 Benramdane, 14 Sayah, 15 Ouali,        All. -
Campionato africano maschile di pallacanestro 20014 Boulaya, 5 Mehnaoui, 6 Benhoucine, 7 Brahimi, 8 Harouni, 9 Rebahi, 10 Ouldyassia, 11 Boughedir, 12 Ouali, 13 Bouziane, 14 Sayah, 15 Oukid,        All. Faïd Bilal
Campionato africano maschile di pallacanestro 2003Adrar, Benhoucine, Benramdane, Boughedir, Boukhalfi, Boulaya, Doubal, Kaouane, Ouali, Oukid, Oukrimi, Sayah, All. Dragutin Čermak
Campionato africano maschile di pallacanestro 20054 Boulaya, 5 Bouziane, 6 Atamna, 7 Fergati, 8 Harouni, 9 Canon, 10 Djellali, 11 Haif, 12 Boughedir, 13 Benramdane, 14 Sayah, 15 Oukid,        All. Faïd Bilal
Campionato africano maschile di pallacanestro 20134 Belliche, 5 Adrar, 6 Kaouane, 7 Hamdini, 8 Benabdelhak, 9 Harrat, 10 Saidi, 11 Dekkiche, 12 Oukerimi, 13 Gaham, 14 Cheriet, 15 Touati,        All. Faïd Bilal
Campionato africano maschile di pallacanestro 20154 Mostefat, 5 Dekkiche, 6 Sahraoui, 7 Mekdad, 8 Benzegala, 9 Harrat, 10 Zerouali, 11 Ghezzoul, 12 Ammour, 13 Gaham, 14 Cheriet, 15 Touati,        All. Salah-Eddine Filali

### AfroCan
FIBA AfroCan 20194 Haichour, 5 Sahraoui, 6 Bourkaib, 7 Hamdini, 8 Mehrani, 9 Hamdani, 10 Dekakene, 11 Aboudi, 12 Labouize, 13 Guezout, 14 Ghezzoul, 15 Belliche,        All. Faïd Bilal

### Giochi del Mediterraneo
Pallacanestro maschile ai XV Giochi del MediterraneoAtamna, Belhimeur, Boughedir, Boulaya, Bouziane, Canon, Djillali, Fergati, Kaouane, Ouali, Oukid, Sayah, All. -
Pallacanestro ai XVII Giochi del Mediterraneo4 Benzegala, 5 Harrat, 6 Kaouane, 7 Oukid, 8 Benabdelhak, 9 Zerouali, 10 Saidi, 11 Hamdini, 12 Dekkiche, 13 Gaham, 14 Cheriet, 15 Touati,        All. Faïd Bilal

## Nazionali giovanili
- Nazionale Under-18
- Nazionale Under-16